# Onthophagus trituber
Onthophagus trituber är en skalbaggsart som beskrevs av Christian Rudolph Wilhelm Wiedemann 1823. Onthophagus trituber ingår i släktet Onthophagus och familjen bladhorningar. Utöver nominatformen finns också underarten O. t. jacobsoni.